# Flämisch-wallonischer Konflikt
Als flämisch-wallonischen Konflikt versteht man den seit dem 19. Jahrhundert andauernden Streit zwischen den niederländisch- und den französischsprachigen Einwohnern Belgiens. Die niederländischsprachigen Belgier konzentrieren sich weitestgehend auf Flandern und werden als Flamen bezeichnet. Mehr als drei Viertel der französischsprachigen Belgier, die auch als Frankophone bezeichnet werden, leben in der Wallonischen Region (nur diese werden Wallonen genannt), sie stellen aber auch in der zweisprachigen Region Brüssel-Hauptstadt die große Mehrheit und überwiegen zudem nach starkem Zuzug in den vergangenen Jahrzehnten in sechs zu Flandern gehörenden Gemeinden im Brüsseler Umland.

## Die Begriffe „Flämisch“ und „Wallonisch“
Erst seit dem 19. Jahrhundert wird das Wort Flämisch für die Gesamtheit der Niederländischsprachigen in Belgien verwendet. Zuvor verwies Flandern auf die historische Grafschaft Flandern, die den Nordwesten Belgiens und Teile von Nordfrankreich umfasste. Das Wort Flämisch in seiner neuen Bedeutung wurde nun auch für die niederländischsprachigen Einwohner des historischen Herzogtums Brabant und der Grafschaft Loon verwendet und bezog sich so auf alle niederländischsprachigen Einwohner Belgiens.
Eine ähnliche Entwicklung durchlief das Wort Wallonisch. Ursprünglich verwies das Wort nur auf die französischen Dialekte, die um Lüttich gesprochen wurden. Später erfuhr der Begriff eine Bedeutungserweiterung, bis Wallonisch und Wallonie für den gesamten französischen Sprachraum in Belgien außerhalb Brüssels benutzt wurde. Viele Flamen bezeichnen mit Walen (siehe auch Welsche) die Gesamtheit der muttersprachlich Französisch sprechenden Belgier, die selbst meist zwischen Wallonen (Wallons) und Brüsselern (Bruxellois) unterscheiden und als Sammelbegriff eher von Frankophonen (francophones) sprechen.
Es gab zahlreiche politisch motivierte Versuche, ein „flämisches“ oder „wallonisches“ Volk in der früheren Geschichte auszumachen. Ein Beispiel eines solchen politischen Mythos ist die Goldene-Sporen-Schlacht: Ein flämisches Infanterieheer von Bauern und Zunftmitgliedern schlug 1302 ein französisches Ritterheer, was in flämisch-nationalen Kreisen oft als früher Beleg eines Sprachen- und Kulturkonfliktes gedeutet wird. Dabei wird übersehen, dass das Herzogtum Brabant, weitgehend niederländischsprachig, auf Seiten des französischen Königs stand und die Grafschaft Namur, deren Soldaten französischsprachig waren, auf Seiten des flämischen Bauernheeres kämpfte. Im Prinzip scheint der flämisch-wallonische Konflikt nicht älter als der belgische Staat zu sein. Er spitzte sich infolge des nationalstaatlichen Denkens des 19. Jahrhunderts, das die Frage aufwarf, wie eine belgische Nation zu definieren sei, und des Empfindens einer mangelnden Repräsentanz der niederländischsprachigen bäuerlichen Bevölkerung zu. Zugrunde lag insbesondere ein sozialer Konflikt, in dem ein Teil des städtischen flämischen Bürgertums den Aspirationen der Flämischen Bewegung nicht zustimmte.
Was auf Deutsch in der Regel als flämisch-wallonischer Konflikt oder belgischer Sprachenstreit bezeichnet wird, wird in Belgien auf Niederländisch communautair conflict und auf Französisch conflit communautaire (‚Gemeinschaftenkonflikt‘) genannt.
Die kleine Gruppe der Belgier mit deutscher Muttersprache (Deutschsprachige Gemeinschaft) ist an diesem Konflikt weitgehend unbeteiligt, wenn man von dem Umstand absieht, dass das deutschsprachige Gebiet innerhalb der wallonischen Region und der frankophonen Provinz Lüttich liegt. In der Vergangenheit hat sie vom innerbelgischen Konflikt gelegentlich profitiert, da die Gründung der offiziellen Sprachgemeinschaften Belgiens die Konstitutionalisierung der deutschen Sprache als dritte Landessprache Belgiens ermöglichte.

## Belgien von 1830 bis 1951
Als sich im Jahr 1830 die südlichen, überwiegend katholischen Gebiete des Vereinigten Königreiches der Niederlande in der Belgischen Revolution von diesem abtrennte, entstand das Königreich Belgien, das vor allem jene Gebiete umfasste, die zuvor zu den Spanischen bzw. Österreichischen Niederlanden gehörten. In dem neuen Staat wurde, auch als Reaktion auf die diffusen Sprachverhältnisse im vormaligen vereinigten Königreich, die französische Sprache als alleinige Amtssprache eingeführt. Außerdem wurde der Katholizismus, dem – im Gegensatz zur Bevölkerung der nördlichen Provinzen – fast alle Belgier angehörten, zur Staatsreligion erklärt.
In der Sprachenpolitik des jungen Königreichs, das in sprachlicher Hinsicht in ganz Belgien die frankophonen Bevölkerungsgruppen und in sozialer Hinsicht das – selbst in Flandern zum großen Teil französischsprachige – Bürgertum bevorzugte, wurde der Keim späterer sozialer und kulturpolitischer Konflikte gelegt, die die belgische Gesellschaft bis heute prägen und die im 20. Jahrhundert durch das Streben nach einem Ausgleich zwischen niederländisch- und französischsprachigen Gruppen und schließlich durch die konsequente Regionalisierung und Föderalisierung des belgischen Staates gelöst werden sollten.
Französisch wurde bei der Gründung des Königreichs Belgien alleinige Verwaltungssprache, es war die Befehlssprache in der Armee, Debattensprache im Parlament und alleinige Unterrichtssprache im Unterricht der höheren Schulklassen in allen Landesteilen. Niederländisch galt als die „Sprache der Holländer“ und „Bauern“. In linguistischer Hinsicht ging man davon aus, dass in allen Teilen Belgiens Mundarten gesprochen wurden (niederländische und französische) und die französische Sprache als gemeinsame Hochsprache dienen sollte. In Flandern wurden die niederländischen Dialekte fortan nur in der Grundschule benutzt, ab der Sekundarstufe wurde nur auf Französisch unterrichtet. Die Herabstufung der niederländischen Sprache wurde von den gebildeten und führenden Kreisen nicht als Problem empfunden, die gebildeten Bevölkerungsschichten in ganz Belgien sprachen Französisch.
Erst langsam entstand eine „Flämische Bewegung“ (niederländisch Vlaamse Beweging), die sich gegen die Unterdrückung ihrer Sprache wehrte, zuerst in den Kreisen gebildeter Kleinbürger. Ende des 19. Jahrhunderts trat die Bewegung aus dem Schatten des reinen Kulturbetriebs und Politiker verschiedener Parteien fingen an, die Lage ihrer niederländischen Sprache zu definieren und zu verbessern. Ein Meilenstein war die Einrichtung des zweisprachigen Unterrichts in Flandern auf dem Niveau der Sekundarstufe (Französisch und Niederländisch).
Gegen Ende des 19. Jahrhunderts entstand als Gegenreaktion die „Wallonische Bewegung“. Der Name ist irreführend, da die Bewegung zuerst in Flandern in Kreisen der französischen Bildungsbürger entstand. Sie wollten die Stellung ihrer französischen Sprache in Verwaltung und Unterricht gegen die drohende verpflichtende Zweisprachigkeit in Flandern verteidigen. Auch die Erweiterung des Wahlrechts beschleunigte die Entstehung einer wallonischen Bewegung. In Wallonien befürchteten die führenden Kreise eine Beherrschung durch die zahlenmäßig überlegenen Flamen: Das agrarische Flandern war weitgehend konservativ-katholisch, die von der Schwerindustrie geprägte Wallonie hatte eine antiklerikale Tradition, die im 20. Jahrhundert stark sozialistisch geprägt war. Der flämisch-wallonische Konflikt, der auf den ersten Blick nur mit Sprache zu tun zu haben schien, war in Wahrheit auch ein sozialer Konflikt, verbunden mit der Besetzung von Arbeitsstellen und Machtausübung.
Der Erste Weltkrieg verschärfte den Konflikt. Zahlreiche Flamen in der belgischen Armee kämpften im Stellungskrieg in Westflandern gegen das deutsche kaiserliche Reichsheer. Sie erlebten, wie ihre nur Französisch sprechenden Offiziere ihre Sprache missachteten. Der Sprachenkonflikt stellte sich hier insofern auch als soziale Kluft dar. Die Flämische Bewegung entwickelte den Mythos, dass viele einfache flämische Soldaten in den Schützengräben wegen Verständigungsschwierigkeiten mit ihren Französisch sprechenden Befehlshabern sterben mussten. Viele Flamen arbeiteten im besetzten Teil Belgiens mit der reichsdeutschen Besatzungsmacht zusammen. Diese „Aktivisten“ wurden nach dem Krieg von der Französisch sprechenden belgischen Obrigkeit streng bestraft. Auch dadurch wurde nach dem Krieg die flämische Bewegung stark politisiert.
In verschiedenen Parteien setzten sich jetzt wichtige Politiker für den amtlichen Gebrauch des Niederländischen ein. Zu einem Meilenstein ihres Selbstbehauptungskampfes wurde es, dass an der größten Universität Flanderns, der Universität Gent, seit 1930 auf Niederländisch statt wie zuvor auf Französisch unterrichtet wird.
Die Flämische Bewegung dieser Periode war auch eine emanzipatorische Bewegung, die die Gleichberechtigung des Niederländischen in Belgien mit der Entwicklung und Bildung des armen flämischen Arbeiters verknüpfte. Im Verlauf der 1930er Jahre forderten schließlich viele Mitglieder der Flämischen Bewegung die Herauslösung aus dem französisch beherrschten belgischen Staat und eine Hinwendung zum nationalen Sprachraum.
Die flämischen Parteien VNV und Verdinaso entwickelten hierzu nationalsozialistische Parteiprogramme und Rituale. Deshalb arbeiteten auch viele ihrer Mitglieder, nachdem Belgien im Zweiten Weltkrieg vom Deutschen Reich besetzt wurde, mit der Besatzungsmacht zusammen. Es entstand auch eine „Deutsch-Vlämische Arbeitsgemeinschaft“ unter dem Nationalistenführer Jef Van de Wiele. Nach dem Krieg wurde ihnen diese Zusammenarbeit zum Vorwurf gemacht. Auf frankophoner Seite gab es mit den Rexisten ebenfalls eine mit den Besatzern kollaborierende Bewegung.
Der belgische Herrscher Leopold III. geriet in Kriegsgefangenschaft und verhandelte mit dem Dritten Reich über die Zukunft seiner Dynastie. Nach dem Ende des Krieges und seiner Rückkehr auf den belgischen Königsthron wurde Leopold III. deswegen heftig kritisiert. Von einer Kommission wurde der König 1946 allerdings vom Vorwurf des Verrats entlastet. 1949 stimmten die Volksgruppen in Belgien über Leopold III. als König ab. Zustimmung fand er mit 72 % vor allem im katholisch geprägten Flandern mit einer stark monarchistischen christdemokratischen Partei. Die sozialistisch geprägte Bevölkerung in der Wallonischen Region hingegen stimmte mehrheitlich mit 58 % gegen den König. Das Ergebnis waren teilweise gewalttätige Streiks und Proteste. 1951 dankte Leopold III. zugunsten seines ältesten Sohnes Baudouin ab.

## Die Föderalisierung Belgiens

### Wirtschaftliche Rahmenbedingungen in den Landeshälften
Traditionell war Wallonien mit seiner Montan- und Textilindustrie die reichere Hälfte des Landes. Mit der Entstehung einer auf Dienstleistungen orientierten Wirtschaft und der Verlagerung der Industrie hin zur Petrochemie entdeckten viele Investoren Flandern mit seinen Häfen (Hafen von Antwerpen) und einer gut ausgebildeten Arbeiterklasse mit niedrigen Lohnforderungen. Die Folge war, dass in den 1950er und 1960er Jahren die flämische Wirtschaft viel schneller wuchs als die wallonische: Während die ländlichen Gebiete Flanderns durch den Strukturwandel erheblich profitieren konnten und sich modernisierten, hat Wallonien seit den 1960er Jahren mit einem wirtschaftlichen Niedergang zu kämpfen. 1966 erreichte das Bruttoinlandsprodukt pro Kopf in Flandern das Niveau von Wallonien, in den darauffolgenden Jahren setzte sich der Aufstieg Flanderns weiter fort, während Wallonien erfolglos versuchte, seine auf Schwerindustrie fußende Wirtschaft zu reformieren. Der flämisch-wallonische Konflikt erhielt so auch eine stark wirtschaftliche Komponente. Vergebens versuchten wallonische Politiker, die Machthebel in der Wirtschaftspolitik an sich zu reißen. Das Bruttoinlandsprodukt pro Kopf in Brüssel übertrifft das Flanderns noch bei weitem. Eine wesentliche Ursache hierfür ist, dass fast die Hälfte der Erwerbstätigen in Brüssel außerhalb der Hauptstadtregion wohnt. 2016 wohnten 31 % in Flandern und 17,6 % in Wallonien.
| Ökonomische Kennzahlen der Regionen        | Brüssel-Hauptstadt | Flandern  | Wallonie  | Belgien    |            |
| ------------------------------------------ | ------------------ | --------- | --------- | ---------- | ---------- |
| Bruttoinlandsprodukt pro Kopf (2022)       | 77.000 €           | 49.000 €  | 34.300 €  | 47.400 €   |            |
| zu versteuerndes Einkommen pro Kopf (2021) | 16.068 €           | 21.776 €  | 19.192 €  | 20.357 €   |            |
| Arbeitslosenquote (erstes Quartal 2024)    | 11,9 %             | 3,7 %     | 7,7 %     | 5,8 %      |            |
| Einwohner (2024)                           | 1,25 Mio.          | 6,82 Mio. | 3,69 Mio. | 11,76 Mio. | 11,76 Mio. |

### Festlegung der Sprachgrenze 1962
1960 machten schwere Streiks gegen eine Reihe von Sparmaßnahmen der Regierung deutlich, dass die zwei Sprachgruppen auf wirtschaftlichem Gebiet mehr Autonomie wünschten. Deshalb wurde 1962 von einer Kommission eine Sprachgrenze festgelegt. Die Entitäten „Flandern“ und „Wallonien“ wurden damit zum ersten Mal territorial festgelegt, indem Belgien gesetzlich in drei einsprachige Gebiete – Flandern, Wallonien, Deutschbelgien – und ein zweisprachiges Gebiet Brüssel eingeteilt wurde. In den nächsten Jahrzehnten lösten der Status von Brüssel – ursprünglich niederländischsprachig, jetzt mit frankophoner Mehrheit – und die Zugehörigkeit einzelner Gemeinden zu einem bestimmten Sprachgebiet (z. B. Voeren/Fourons) zahlreiche Konflikte aus.

### Aufspaltung von Universitäten
Die Universität in Löwen, das im flämischen Gebiet liegt, hatte eine französisch- und eine niederländischsprachige Abteilung. Die Flamen forderten eine einsprachige (niederländischsprachige) Universität. Noch vor den Studentenrevolten im Mai 1968 begann die Spaltung der Katholischen Universität Löwen: Die französischsprachige Abteilung der Universität Löwen (Université catholique de Louvain (UCL)) wurde 1971 nach Wallonien verlegt – in eine hierfür neu gegründete Retortenstadt: Louvain-la-Neuve oder auf Deutsch „Neu-Löwen“, die erste Stadtgründung in Belgien seit jener von Charleroi 1666.
Dasselbe geschah kurz darauf bei der Freien Universität Brüssel, vgl. unter Université libre de Bruxelles und Vrije Universiteit Brussel.

### Staatsreformen ab 1970
Mit insgesamt sechs Staatsreformen wurde Belgien zum föderalen Staat umgebaut.
- Erste Staatsreform 1970, Gründung von „Kulturgemeinschaften“, siehe Wallonische Region#Beginn der Föderalisierung
- Zweite Staatsreform 1980, Gründung von „Regionen“[5], siehe Sondergesetz (Belgien)#Reform der Institutionen und Wallonische Region#Gründung als Region
- Dritte Staatsreform 1988–1989 und
- Vierte Staatsreform 1993[6], siehe Wallonische Region#1980er und 1990er Jahre
- Fünfte Staatsreform 2001–2003[7], siehe Wallonische Region#2000er Jahre
- Sechste Staatsreform 2012, siehe unten

## Belgien als föderaler Staat
Um den Bedürfnissen nach mehr Unabhängigkeit von den anderen Sprachgruppen Genüge zu tun, wurde die Verwaltung des Landes derart zersplittert, dass von einer effizienten, einheitlichen Verwaltung nicht mehr die Rede sein kann.

### Sprachgemeinschaften und Regionen
Neben der Zentralregierung mit Sitz in Brüssel gibt es eine Aufteilung in drei Sprachgemeinschaften und drei Regionen, die jedoch nicht deckungsgleich sind. Die flämische Gemeinschaft (welche mit der flämischen Regionalverwaltung verschmolzen wurde), die französische Gemeinschaft und die Hauptstadtregion Brüssel haben ihren Sitz in Brüssel, die wallonische Region in Namur und die Deutschsprachige Gemeinschaft in Eupen. Letztere bekam von der wallonischen Regionalregierung eine Reihe von Befugnissen übertragen, die eigentlich nur einer Region zustehen.
Die Gemeinschaften haben Weisungsrecht in den an natürliche Personen gebundene Angelegenheiten. Dazu zählen die Bildung (Unterricht in der Gemeinschaftssprache Niederländisch, Französisch oder Deutsch, die Universitäten, aber auch Integrationseinrichtungen), Gemeinwohl (Soziales), Sport, Kultur und Medien. Die Gemeinschaften können mittels Dekreten vollständig autonom von der Zentralregierung innerhalb ihrer Kompetenzen Beschlüsse fassen und durchsetzen.
Die Regionen sind für die ortsgebundenen Angelegenheiten zuständig. D. h. für Raumordnung und Städtebau, Wirtschaft, Arbeitspolitik, Landwirtschaft, Autobahnen, Verkehr (MIVB in Brüssel, De Lijn in Flandern, TEC in Wallonien, aber nicht die überregionale Nationale Gesellschaft der Belgischen Eisenbahnen), Außenhandel sowie Gemeinde- und Provinzgesetzgebung.

### Sonderfall Brüssel und Umland
Die Sprachproblematik, welche sich nach der Ziehung der Sprachgrenze 1962 besonders in Brüssel fokussiert hatte, hat sich mittlerweile in den flämischen Rand um Brüssel verlagert. Dort liegen auch sechs der besonders umstrittenen Fazilitätengemeinden. Der Status dieser Gemeinden zeichnet sich dadurch aus, dass sie beim Festlegen der Sprachgrenze eine Minderheit von mindestens 20 % Französischsprachigen hatten. Ihnen wurde das Recht eingeräumt mit der Gemeindeverwaltung, auf Anfrage, auf Französisch kommunizieren zu können und frankophone Kindergärten und Grundschulen einzurichten, so die französischsprachige Gemeinschaft diese denn bezahlt. Die Ausgestaltung der Fazilitäten wird jedoch von flämischer Seite als langsam abzubauende Hilfe für die Frankophonen in Flandern interpretiert. Das heißt, dass die Sonderrechte für diese Gemeinden langfristig aufgehoben werden sollten, nachdem die Frankophonen sich an ihr flämisches Umfeld angepasst haben sollten. Die Fazilitäten werden damit als zeitlich begrenzte Integrationshilfe gesehen. Die Frankophonen sind aber der Ansicht, die Fazilitäten wären ein auf immer gegebenes Recht für Französischsprachige in Flandern – mit dem Effekt, dass die Zuwanderung französischsprachiger Brüsseler in den Rand und besonders in die sechs Fazilitäten Drogenbos, Linkebeek, Sint-Genesius-Rode, Wemmel, Kraainem und Wezembeek-Oppem zu einer Umkehr der Mehrheitsverhältnisse zugunsten der Französischsprachigen führte. Teilweise liegt deren Bevölkerungsanteil bei über 80 % (bspw. in Linkebeek). Die sich darum aufbauenden Konflikte werden oftmals kräftig befeuert von frankophonen Nationalisten der DéFI (Démocrate Fédéraliste Indépendant) und UF (Union des Francophones), sowie vom Vlaams Belang und der N-VA auf flämischer Seite.
Forderungen der Französischsprachigen sind u. a. die Eingliederung der Fazilitäten in die Hauptstadtregion Brüssel und generell der Erhalt Belgiens als Gesamtstaat. Die Flamen hingegen (vor allem die beiden oben genannten Parteien, die mehr als 40 % der Stimmen der Parlamentswahl 2010 bekamen) sind offen belgienkritisch und wünschen eine Loslösung Flanderns von Wallonien und die Abschaffung der Fazilitäten, in denen das sprachliche Territorialprinzip Flanderns offen unterlaufen wird, denn in Flandern gilt Niederländisch als alleinige Amtssprache. Immer wieder kommt es dabei in den Fazilitätengemeinden zu Protesten der Flämisch-Nationalen, bei denen Ausrufe wie aanpassen of opkrassen (anpassen oder abhauen) welkom in Vlaanderen (ironisch: Willkommen in Flandern). Splitsen nu! (Trennen jetzt! – gemeint ist der Gesamtstaat Belgien), België barst! (Belgien zerreiße!), Faciliteiten weg ermee! (Weg mit den Fazilitäten), Vlaanderen onafhankelijk nu! (Flandern unabhängig – jetzt!) oder Geen Anschluss! (Kein Anschluss! – der Fazilitätengemeinden an Brüssel) und ähnliches skandiert werden.

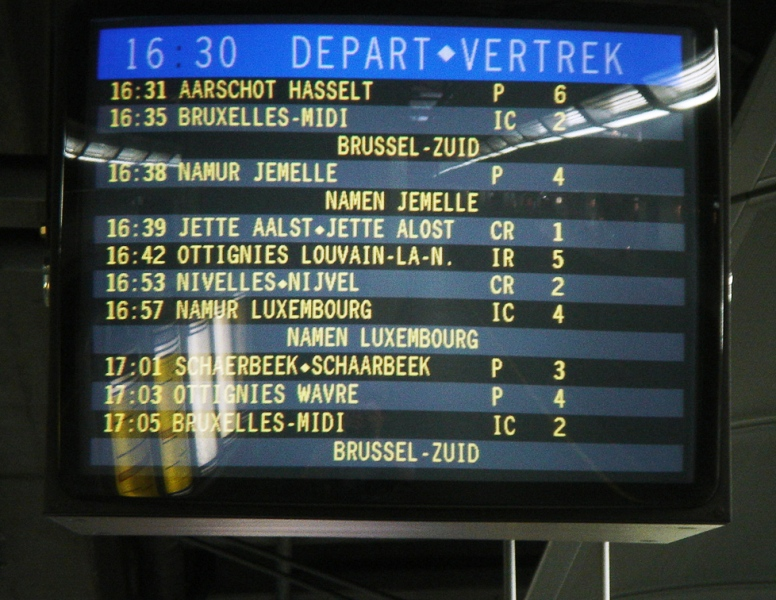
Zweisprachige Fahrgastinformation in Brüssel

Zur Region Brüssel-Hauptstadt gehören Brüssel selbst und 18 weitere Gemeinden. Die Region ist mit ca. 6900 Einwohnern pro Quadratkilometer dicht besiedelt und die 19 Gemeinden der Region sind faktisch zu einer einzigen Stadt zusammengewachsen. In der Region Brüssel-Hauptstadt sind die Amtssprachen sowohl Französisch als auch Niederländisch. Daher üben in der Hauptstadtregion die Gemeinschaften gemeinsam ihre Befugnisse aus.
So sind bspw. 20 % der Schulen in der Hauptstadtregion flämisch und 80 % französisch, wobei sich das Verhältnis langsam wieder zu Gunsten der niederländischsprachigen Schulen verschiebt.
Es gibt eine französischsprachige und eine niederländischsprachige Universität (Université Libre de Bruxelles in Ixelles/Elsene und die Vrije Universiteit Brussel in Etterbeek), sowie eine große Anzahl kultureller Einrichtungen für beide Sprachgruppen (Beispiele wären das Botanique der Frankophonen in Saint-Josse-ten-Noode/Sint-Joost-ten-Node und das Ancienne Belgique der flämischen Gemeinschaft in der Stadt Brüssel am Boulevard Anspach bzw. an der Anspachlaan).
Ebenso gibt es Kliniken, die einzelnen Sprachgruppen zugeordnet sind, beispielsweise das UZ Brussel in Jette oder das Hôpital Erasme in Anderlecht. Alle offiziellen Einrichtungen sind zweisprachig.
Das Gleiche gilt für Schilder, Haltestellennamen und Bekanntmachungen. Das Niederländische ist vor allem in der Stadt Brüssel durch die vielen flämischen Einrichtungen, aber auch durch fast 250.000 flämische Einpendler, die jeden Tag nach Brüssel zur Arbeit kommen, sehr präsent. In der Umgangssprache dominiert allerdings das Französische.
Bis ins 19. Jahrhundert dominierte das Niederländische bzw. der flämische Dialekt, allerdings ist Französisch heute die Lingua Franca in der Stadt. Dabei stellen die belgischen Französischsprachigen jedoch nicht die Mehrheit, sondern nur die größte Gruppe in der Stadt, die einen für westeuropäische Verhältnisse extrem hohen Anteil an Ausländern (europäischer und nicht-europäischer Herkunft) aufweist (46,3 %). Durch die Stadtflucht vieler frankophoner Familien, die sich in den zu Flandern gehörenden Umlandgemeinden niederließen, blieb die Dominanz des Französischen nicht mehr auf die Hauptstadtregion beschränkt. In Flandern wird daher vom sich ständig ausbreitenden „Ölfleck“ Brüssel gesprochen, der zur o. g. Problematik führt. Die Sprachkonflikte der zweisprachigen Hauptstadt wurden damit ins Umland verfrachtet. Die Zahl der Niederländischsprachigen in Brüssel liegt nur bei etwa 15 % (dies ist das Ergebnis, das die flämischsprachigen Parteien regelmäßig in der Hauptstadtregion verbuchen).
Die Region Brüssel-Hauptstadt hat dieselben Aufgaben wie die beiden anderen Regionen, hat aber im Gegensatz zu diesen keine Satzungsautonomie und kann z. B. das Wahlverfahren für das Regionalparlament nicht eigenständig regeln. Die politischen Gegebenheiten in der Hauptstadtregion sind äußerst komplex. Neben der Regionalregierung üben die beiden Sprachgemeinschaften Rechte in Brüssel aus. Dazu gibt es noch einen Gouverneur der Zentralregierung. Innerhalb des Regionsparlaments und der Gemeinschaftskommission werden die Positionen nach einem festgelegten, ethnischen Proporzschlüssel vergeben, der nicht die tatsächliche Anzahl von Flamen und Wallonen in Brüssel widerspiegelt, sondern der von Flandern ausgehandelten Minderheitengesetzgebung (für Flamen in Brüssel) entspricht. Die Zusammensetzung der Gemeindeparlamente wiederum wird nochmals einzeln in Verhältniswahl bestimmt.
Da sehr viele gut bezahlte Positionen nicht von Brüsselern, sondern von Einwohnern aus der Provinz Flämisch-Brabant ausgefüllt werden (die generell auch die strengen Sprachvorschriften für öffentliche Stellen wie die Polizei besser erfüllen als viele Brüsseler selbst), fallen deren Steuern vor allem dort an. 2008 lebten etwa 64 % der Einpendler in Flandern und ca. 36 % in Wallonien.
Andererseits ist in Brüssel eine starke Verdichtung sozialer Risiken zu beobachten (hohe Arbeitslosenzahlen von über 20 %, viele Sozialhilfeempfänger, viele ungelernte Einwanderer aus dem Maghreb und Zentralafrika). Die Infrastruktur- und Hauptstadtkosten müssen (sollten) jedoch vornehmlich aus den Eigenmitteln der 19 Hauptstadtgemeinden und dem Etat der Region bestritten werden. Da dies bei weitem nicht ausreicht, kommt eine Reihe von Transfers zum Tragen, die Geld aus Flandern nach Brüssel fließen lassen. Im Zuge der Regierungsbildung 2011 wurden zusätzliche Transferzahlungen für Brüssel vereinbart, nachdem die flämischen Parteien lange Zeit gegen mehr Geld für Brüssel waren mit dem Hinweis auf die zersplitterte Verwaltung innerhalb Brüssels und die dadurch grassierende Verschwendung von Mitteln. Andererseits muss Brüssel täglich die Last von ca. 350.000 Einpendlern tragen, was eine Infrastruktur erfordert, die weit über die eigentliche Einwohnerzahl hinausgeht.

### Politische Parteien
Die politischen Parteien haben sich in flämische und wallonische Regionalparteien aufgeteilt, die nur ihre jeweils eigene Sprachbevölkerung ansprechen. Sie finden sich nur noch grob in politischen Familien (bspw. Sozialisten oder Christdemokraten) beim Bilden der Zentralregierung zusammen. Es gibt zwar eine Zusammenarbeit mit der „ideologischen Schwesterpartei“ aus der jeweils anderen Landeshälfte, aber in den letzten Jahrzehnten sind die politischen Meinungsunterschiede größer geworden.
Die meisten politischen Debatten in Belgien erhalten bereits kurz nach ihrem Entstehen einen sprachpolitischen Aspekt (französisch aspect communautaire oder niederländisch communautair aspect). Ein Beispiel hierfür war der Streit über die Lärmbelastung in der Umgebung des Brüsseler Flughafens, in dem sich die belgischen Gemeinschaften gegenseitig beschuldigten, ihre jeweilige Bevölkerungsgruppe zu Lasten der anderen Einwohner schützen zu wollen. Im Laufe der Jahre entstand so ein hochkomplexes Dossier über Abflugstrecken und Schallpegel, inklusive Gerichtsurteilen und Gesetzestexten.

### Sprachprobleme

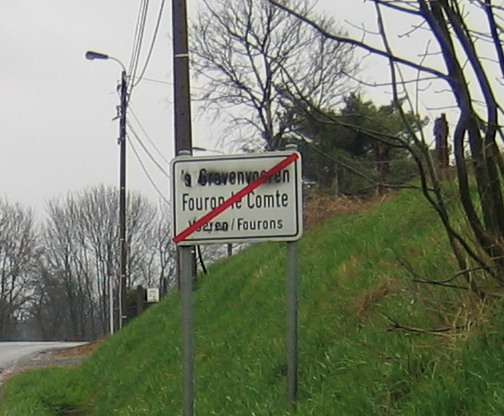
Zweisprachiges Ortsschild in der besonders umstrittenen Gemeinde Voeren (Fourons), die niederländischen Bezeichnungen wurden übersprüht

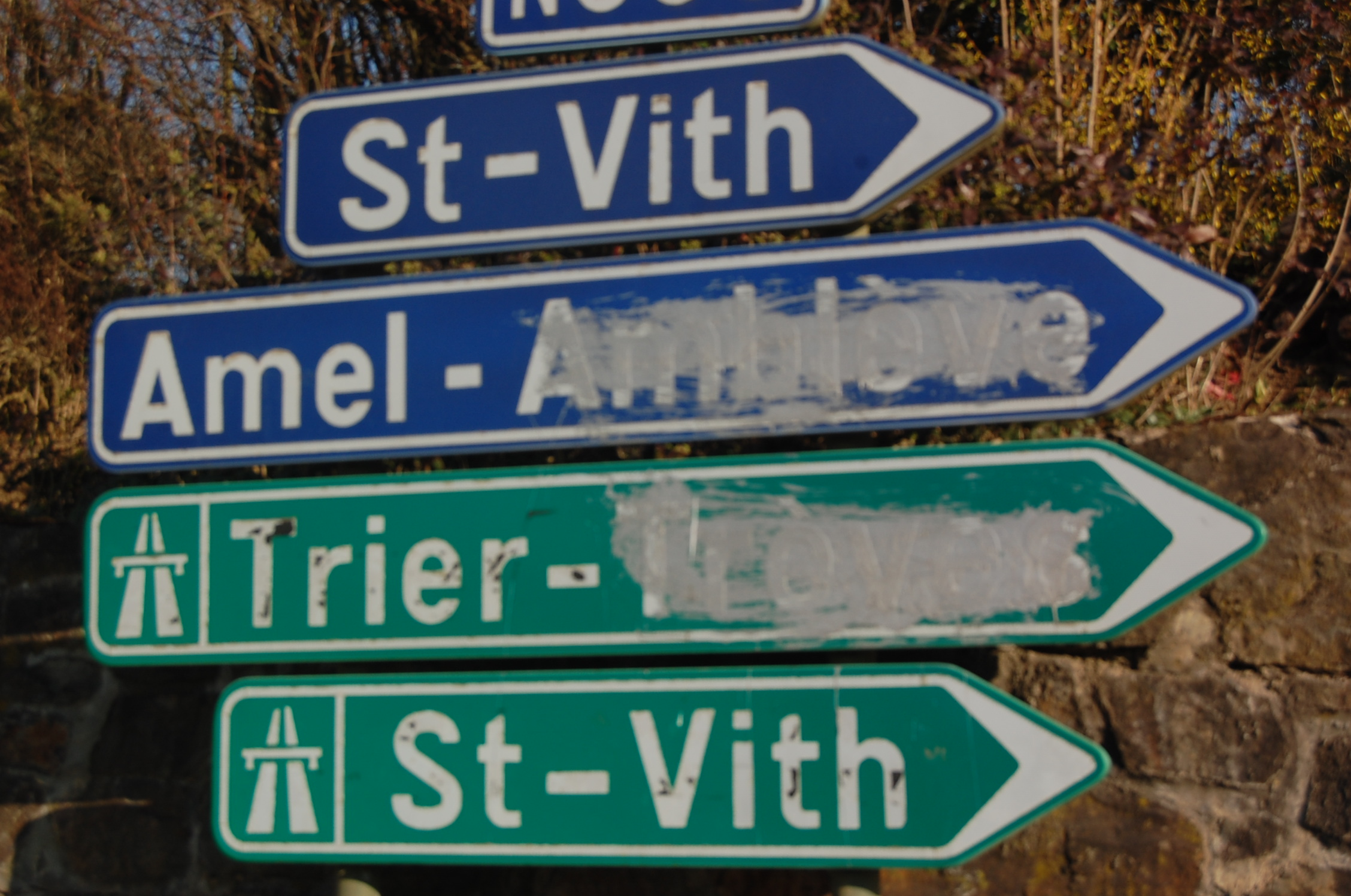
Deutsch-französisches Straßenschild in der deutschsprachigen Gemeinschaft; hier wurden die französischen Bezeichnungen unkenntlich gemacht

Viele Jugendliche verwenden zunehmend Englisch als Lingua Franca, um sich miteinander zu verständigen. Die Ortsnamen sind auf den Autobahnen außerhalb Brüssels nur einsprachig, genauso die Bahnhofsdurchsagen. Das führt zu weiteren Verständigungsproblemen: so hat unter anderem die französische Stadt Lille in Flandern den Namen Rijsel und die deutsche Stadt Aachen in der Wallonie den Namen Aix-la-Chapelle, in Flandern dagegen Aken.

## Neue Entwicklung seit 2007
Am 10. Juni 2007 fanden in Belgien Parlamentswahlen statt. Es gelang zunächst nicht, eine Regierung zu bilden. Einer der wesentlichen Gründe lag darin, dass die flämischen Parteien im Zuge der Koalitionsverhandlungen eine stärkere Eigenständigkeit der Regionen, insbesondere in der Arbeitsmarkt- und Steuerpolitik, erreichen wollten, was entweder die wallonische oder die flämische Seite ablehnte.

Sint-Genesius-Rode (Rhode-Saint-Genèse): Brücke zwischen Brüssel und Wallonien

Ein weiterer Konfliktpunkt waren die flämischen Randgemeinden mit hauptsächlich französischsprachiger Bevölkerung rund um die Hauptstadtregion Brüssel. Damit sind vor allem die sechs Fazilitätengemeinden im Brüsseler Umland gemeint. Verbunden damit war die Frage des Fortbestands des Wahlkreises Brüssel-Halle-Vilvoorde, der entgegen üblicher Praxis regionenübergreifend angelegt war. Er ermöglichte es frankophonen Wählern im flämischen Umland Brüssels, für Brüsseler Kandidaten aus Parteien der französischsprachigen Bevölkerungsgruppe zu stimmen. Die Mehrheit aller flämischen Parteien forderte eine Teilung des Wahlkreises streng entlang der Provinzgrenzen, womit im Teilgebiet Halle-Vilvoorde nur noch flämische Parteien eine realistische Chance auf politische Repräsentation bekommen hätten. Nach jahrelangem Streit wurde schließlich ein Kompromiss dahingehend gefunden, dass der Wahlkreis getrennt wurde, die Bürger in den Fazilitätengemeinden aber auch für Parteilisten aus der Hauptstadtregion stimmen können.

### Regierungen Leterme und Van Rompuy
Nachdem Yves Leterme zunächst bei der Regierungsbildung gescheitert, bildete als Übergangslösung bis März 2008 der scheidende Ministerpräsident Verhofstadt am 19. Dezember 2007 erneut eine Regierung. Am 18. März 2008 gelang es Leterme, eine Koalition aus fünf Parteien zu bilden. Die neue Regierung wurde von den Christdemokraten und Liberalen beider Sprachgruppen sowie den wallonischen Sozialisten gebildet. Die nationale flämische N-VA, mit der Letermes christdemokratische CD&V ein Wahlbündnis eingegangen war, war nicht an der Regierung beteiligt.
Am 18. Dezember 2008 wurde ein Versuch Letermes bekannt, auf ein Gericht Einfluss auszuüben. Es ging dabei um die niederländisch/belgische Fortis Bank. Leterme bot daraufhin dem König den Rücktritt seiner gesamten Regierung an, was Albert II. am 22. Dezember 2008 annahm. Herman Van Rompuy war vom 30. Dezember 2008 bis zum 1. Dezember 2009 belgischer Premierminister und Regierungschef. Danach nahm Leterme das Amt wieder an. Im April 2010 führte der wiederaufgeflammte Streit um den Wahlkreis Brüssel-Halle-Vilvoorde zum erneuten Scheitern der Regierung Leterme, nachdem die flämische VLD die Fünfparteienkoalition verlassen hatte.

### Regierungsbildung 2010/11
Bei den vorgezogenen Neuwahlen am 13. Juni 2010 wurden die flämischen Nationalisten stärkste politische Kraft, dicht gefolgt von den frankophonen Sozialisten der PS. Mehrere Anläufe zur Bildung einer Regierungskoalition scheiterten in den folgenden Monaten, nachdem keine Einigung der flämischen und wallonischen Parteien über eine erneute Staatsreform gelang.
Die Regierungsbildung gestaltete sich äußerst langwierig. Am 15. September 2011 einigten sich schließlich die acht Verhandlungsparteien auf die ersten Schritte zu einer Staatsreform. Im Mittelpunkt der Einigung steht die Teilung des seit Jahrzehnten umstrittenen Wahlkreises Brüssel-Halle-Vilvoorde. Zuvor hatte der seit 15 Monaten geschäftsführende Premierminister Yves Leterme seinen Rückzug aus der Landespolitik angekündigt, wodurch die Bemühungen Elio Di Rupos zur Bildung einer neuen Regierung beschleunigt wurden.
Am 6. Dezember 2011 wurde Premierminister Elio Di Rupo zusammen mit seinen 12 Ministern und sechs Staatssekretären 541 Tage nach der Wahl vereidigt und löste damit den anderthalb Jahre lang nur noch geschäftsführend amtierenden Yves Leterme ab.

### Staatsreform 2012
Am 13. Juli 2012 beschlossen die Abgeordneten eine Staatsreform, die den Konflikt entschärfen soll. Dabei stimmten 106 Abgeordnete für und 42 gegen eine seit 50 Jahren umstrittene Aufspaltung des Wahlkreises Brüssel-Halle-Vilvoorde (BHV). Die Gegenstimmen kamen vor allem von nationalistischen Flamen.
Damit legten die Parlamentarier den Grundstein für weitere Reformen.

### Wahl und Regierungsbildung 2014
Bei den Wahlen zum nationalen Parlament und zum flämischen Regionalparlament 2014 wurde die N-VA jeweils mit Abstand stärkste Partei und konnte ihre Stimmenanteile erheblich steigern. Auf nationaler Ebene kam es zu einer Koalition aus N-VA, CD&V, Open Vld und der MR als einzigem frankophonen Partner. Charles Michel (MR) wurde am 11. Oktober 2014 neuer Premierminister. Die N-VA verzichtete darauf, ihre Forderung nach einer Umwandlung Belgiens in eine Konföderation zu einer Bedingung für eine Koalition zu machen, und strebte stattdessen eine Koalition ohne Sozialisten (frankophone PS und flämische sp.a) an. Diese neue Regierung war die erste belgische Regierung ohne sozialistische Beteiligung seit 26 Jahren. Mit der Einbindung der mit Abstand größten flämisch-nationalistischen Partei in die belgische Regierung wurde der Sprachenstreit deutlich entschärft.

### Wahl 2019
Nachdem die N-VA bereits im Dezember 2018 im Streit um den UN-Migrationspakt die Regierung Michel verlassen hatte, konzentrierte sich die Partei wieder verstärkt auf ihre Forderung nach einem konföderalen Staat als Vorstufe zu einer flämischen Unabhängigkeit.
Bei der Parlamentswahl 2019 verlor die N-VA erheblich an Stimmen, während Vlaams Belang noch deutlicher hinzugewann und die flämisch-nationalistischen Parteien fast die Hälfte aller flämischen Abgeordneten in der Abgeordnetenkammer stellen.
Am 1. Oktober 2020 bildete Alexander De Croo (Open Vld) eine Regierung aus Liberalen, Sozialisten und Grünen beider Sprachgruppen sowie den flämischen Christdemokraten (CD&V).

### Wahlen 2024
Bei der nationalen Parlamentswahl und der gleichzeitigen Wahl des flämische Parlaments 2024 gewannen die flämisch-nationalistischen Parteien insgesamt leicht hinzu und erreichten genau die Hälfte der Sitze im Flämischen Parlament, der bisher höchste Stand. Bei Gewinnen für Vlaams Belang und Verlusten für die N-VA blieb die N-VA überraschend stärkste Partei.

## Fortbestand Belgiens
Forderungen nach einem Umbau Belgiens zu einem föderalistischen Staat, einer Konföderation oder einer völligen Abschaffung des belgischen Staates wurden immer eher von flämischer Seite erhoben. So wird das Attribut „belgisch“ eher von frankophonen Institutionen genutzt (beispielsweise das „belgische Rote Kreuz“, der „Radio-télévision belge de la Communauté française RTBF“ oder das offizielle Fremdenverkehrsbüro „Belgien-Tourismus“), während die flämischen Institutionen eher das Attribut „flämisch“ nutzen. Im Zuge der bisherigen Staatsreformen seit 1970 ist Belgien zu einem föderalen Staat geworden und viele Kompetenzen wurden auf die Regionen und Gemeinschaften verlagert. Dennoch sind die sozialen Sicherungssysteme wie u. a. Renten- und Arbeitslosenversicherung noch auf nationaler Ebene organisiert, auch die Steuerhoheit liegt noch weitgehend beim Zentralstaat. Die dadurch stattfindenden Transfers sind ein Dorn im Auge flämisch-nationalistischer Parteien (N-VA, Vlaams Belang). Sie fordern eine Aufspaltung der sozialen Sicherungssysteme, sehr begrenzt tun dies auch CD&V und Open Vld, was von frankophoner Seite strikt abgelehnt wird. Nach einer Studie der Katholischen Universität Löwen gab es im Jahr 2009 Nettotransfers in Höhe von 6,08 Milliarden Euro von Flandern an die beiden anderen Regionen (5,8 Milliarden Euro an Wallonien, 280 Millionen Euro an Brüssel), hiervon entfielen 3,86 Milliarden Euro auf die sozialen Sicherungssysteme.
Die N-VA und Vlaams Belang streben ein unabhängiges Flandern an. Ohne das langfristige Ziel einer flämischen Unabhängigkeit aufzugeben, fordert die N-VA die Umwandlung Belgiens in eine Konföderation. Belgien soll demnach aus zwei Gliedstaaten bestehen, Flandern und Wallonien, die prinzipiell alle Angelegenheiten selbst regeln. Nur wenige Angelegenheiten, die beide Gliedstaaten durch einen Gründungsvertrag gemeinsam der Konföderation übertragen, sollen in deren Kompetenz fallen. Brüssel und die Deutschsprachige Gemeinschaft sollen ein Sonderstatut erhalten. Brüssel soll alle sogenannten grundgebundenen Angelegenheiten (z. B. Polizei) selbst regeln, bei sogenannten personengebundenen Angelegenheiten (z. B. Sozialversicherungen, Schulen) sollen die Bewohner Brüssels zwischen dem flämischen und wallonischen System wählen müssen (was im Bildungsbereich schon der Fall ist).
Solche Forderungen gewinnen deshalb an Gewicht, weil die Stimmenanteile flämisch-nationalistischer Parteien in den vergangenen Jahren stark gewachsen sind. Entfielen auf diese bis in die 1980er Jahre stets weniger als 20 % der Stimmen in Flandern, erhielten N-VA und Vlaams Belang bei den Parlaments- und Regionalwahl 2019 etwa 44 beziehungsweise 43 % der Stimmen in Flandern.
Es gibt keine bedeutende französischsprachige politische Kraft, die den belgischen Staat in Frage stellt. Es traten wiederholt Splitterparteien an wie das Rassemblement Wallonie-France, das für einen Anschluss der französischsprachigen Teile Belgiens an Frankreich eintritt (Rattachismus), ihr Stimmenanteil blieb aber stets gering.
Im Rahmen der schweren Regierungskrise Belgiens aufgrund des flämisch-wallonischen Konfliktes nach der Parlamentswahl im Juni 2010 theoretisierte der damalige Ministerpräsident der Deutschsprachigen Gemeinschaft Belgiens, Karl-Heinz Lambertz, für den Fall eines Scheiterns des belgischen Staates u. a. über einen eigenständigen Staat Wallonie unter Einbeziehung der DG, eine völlige Unabhängigkeit der Gemeinschaft, eine Rückkehr zu Deutschland oder einen Zusammenschluss mit Luxemburg.